# Ranko Marinković
Ranko Marinković (Vis, 22. veljače 1913. - Zagreb, 28. siječnja 2001.), bio je hrvatski književnik i akademik.

## Životopis

### Mladost i obrazovanje
Ranko Marinković rođen je u Visu gdje je završio pučku školu, a potom nastavlja gimnaziju u Splitu i Zagrebu. U Zagrebu je na Filozofskom fakultetu od 1931. do 1935. godine studirao romanistiku gdje ju je i diplomirao 1935. godine.

### Književni i pedagoški rad
Tijekom Drugoga svjetskog rata u Splitu je uhićen od Talijana, te je interniran u logor Ferramonte (Kalabrija). Nakon pada Italije 1943. godine odlazi u Bari, i prebacuje se u sinajski zbjeg El Shatt. Nakon Drugoga svjetskog rata radi u Nakladnom zavodu Hrvatske. Potom postaje direktor Drame zagrebačkoga HNK, gdje službuje između 1946. i 1950. godine. Godinu poslije, 1951. godine, postaje profesorom na zagrebačkoj Akademiji za kazališnu umjetnost, gdje radi do umirovljenja. 1983. godine postaje redovni član Hrvatske akademije znanosti i umjetnosti.

### Političko djelovanje
Devedesetih godina 20. stoljeća bio je istaknuti podržavatelj nacionalne politike prvog hrvatskog predsjednika dr. Franje Tuđmana. Pri kraju života bio je zastupnik HDZ-a u Skupštini Grada Zagreba. Bio je jednim od aktivnih intelektualaca koji su podržavali detitoizaciju. Kao gradski zastupnik zalagao se za promjenu imena tadašnjeg trga Maršala Tita.
Umro je u Zagrebu 2001. godine. Pokopan je u Komiži 2. veljače 2001. godine.

## Djela
- Albatros (1939.), drama
- Proze (1948.), prozna zbirka
- Ni braća ni rođaci (1949.), prozna zbirka
- Oko Božje (1949.), prozna zbirka
- Geste i grimase (1951.), zbirka kritika i eseja
- Pod balkonima (1953.), prozna zbirka
- Ruke (1953.), prozna zbirka[5]
- Glorija (1955.), dramski mirakul[6]
- Poniženje Sokrata (1959.), prozna zbirka
- Karneval i druge priopovijetke (1964.), prozna zbirka
- Kiklop (1965.), roman
- Politeia ili Inspektorove spletke (1977.), dramski vodvilj
- Zajednička kupka (1980.), roman[7]
- Pustinja (1982.), drama
- Nevesele oči klauna (1986.), zbirka kritika, eseja i intervjua[8]
- Never more (1993.), roman

## Značaj
Književnom opusu Ranka Marinkovića po vrijednosti pripada mjesto na vrhu hrvatske književnosti druge polovice dvadesetog stoljeća.

## Citati
- "Nemojte me hvaliti jer bih se na nebu mogao postidjeti", govorio je prije smrti Marinković.[11]

## Nagrade, odličja i priznanja
- 1965.: NIN-ova nagrada za roman Kiklop
- 1965.: Nagrada Ivan Goran Kovačić za roman Kiklop
- 1965.: Nagrada Vladimir Nazor za književnost
- 1975.: Nagrada Vladimir Nazor za životno djelo
- 1980.: Nagrada AVNOJ-a
- 1988.: Nagrada Fonda Miroslav Krleža
- 1993.: Nagrada Ivan Goran Kovačić za roman Never more[9]
- 1995.: Velered kralja Dmitra Zvonimira s lentom i Danicom
- 1998.: Plaketa Dobrojutro, more, s pjesničkih susreta u Podstrani[12]
- Nagrada Grada Zagreba

## Spomen
- Nagrada Ranko Marinković, nagrada Večernjega lista za najbolju kratku priču od 2001. godine nosi njegovo ime
- Dani Ranka Marinkovića, bijenalna manifestacija koja se od 2002. godine održava u Komiži[11]
- Gradska knjižnica "Ranko Marinković" u Komiži od 2002. godine nosi njegovo ime[11]
- Memorijalna zbirka Ranko Marinković u Visu, osnovana 2008. godine sa svrhom očuvanja uspomene na njegovo životno djelo
- Poštanska marka s likom Ranka Marinkovića u seriji Znameniti Hrvati Hrvatske pošte, izdana 2013. godine povodom 100. obljetnice njegova rođenja[9][13]

## Vanjske poveznice
Mrežna mjesta
- Ranko Marinković, Ruke, Svjetlost, Sarajevo, 1964.
- Tema II (Ranko Marinković)  Arhivirana inačica izvorne stranice od 6. svibnja 2021. (Wayback Machine), Vijenac, tema broja 453/2011.
- Ranko Marinković na portalu www.lektire.hr
- Ranko Marinković na portalu www.lektire.me